# Saint-Lubin-de-Cravant
Saint-Lubin-de-Cravant é uma comuna francesa na região administrativa do Centro, no departamento Eure-et-Loir. Estende-se por uma área de 6,86 km². Em 2010 a comuna tinha 60 habitantes (densidade: 8,7 hab./km²).